# Adolph Wilhelm Hermann Kolbe
Adolph Wilhelm Hermann Kolbe (n. 27 septembrie 1818, Göttingen, Saxonia Inferioară, Germania – d. 25 noiembrie 1884, Leipzig, Imperiul German) a fost un chimist german ce a adus deosebite contribuții la nașterea chimiei organice moderne. A fost profesor la universitățile din Marburg și Leipzig. Kolbe a inventat termenul de sinteză și a contribuit la dispariția vitalismului prin sinteza unor compuși organici din compuși anorganici, precum a acidului acetic din disulfură de carbon, și, de asemenea, a contribuit la dezvoltarea teoriei structurale. Acest lucru l-a făcut prin aducerea de modificări la ideea de "radicali" și predicția corectă referitoare la existența alcoolilor secundari și terțiari, și prin dezvoltarea unei serii de reacții organice prin intermediul electrolizei Kolbe a carboxilaților, reacției Kolbe-Schmitt de sinteză a aspirinei și sintezei de nitril Kolbe.
După studii realizate împreună cu Wöhler și Bunsen, Kolbe a fost implicat cu internaționalizarea timpurie a chimiei prin muncă depusă în Londra (cu Frankland), și a crescut în carieră prin posibilitatea de edita la Journal für Praktische Chemie. Ca atare, a fost ales membru la Academia Regală Suedeză de Științe și a câștigat Medalia Davy oferită de Royal Society of London în anul morții sale. Kolbe este cunoscut pentru editarea revistei pentru mai mult de un deceniu.

## Biografie
Kolbe s-a născut în Elliehausen, aproape de Göttingen, Regatul Hanovra (Germania), fiind fiul cel mare al unui pastor protestant. La vârsta de 13 ani, a intrat la Gimnaziul din Göttingen, locuind în domiciliul unuia dintre profesori. El a obținut certificatul de absolvire (Bacalaureatul) șase ani mai târziu și a devenit pasionat de studiul chimiei, înscriindu-se la Universitatea din Göttingen în primăvara anului 1838, cu scopul de a studia cu celebrul chimist Friedrich Wöhler.
În 1842, a devenit asistentul lui Robert Bunsen la Philipps-Universität Marburg. Și-a luat doctoratul în 1843 la aceeași universitate. O nouă oportunitate a apărut în 1845, când a devenit asistent la Lyon Playfair la noul Muzeu de Geologie Economică din Londra și a devenit un prieten apropiat al lui Edward Frankland. Din 1847, a fost implicat și în editarea Handwörterbuch der reinen und angewandten Chemie (Dicționar de Chimie Pură și Aplicată), editat de către Justus von Liebig, Friedrich Wöhler, și Johann Christian Poggendorff, și a scris, de asemenea, un manual important. În 1851, Kolbe a urmat cariera lui Bunsen, fiind următorul profesor de chimie la Marburg și, în 1865, a fost invitat să predea la Universität Leipzig. În 1864, a fost ales membru străin al Academiei Regale suedeze de Științe.
În 1853, s-a căsătorit cu Charlotte, fiica de maiorului-general Wilhelm von Bardeleben. Soția lui a murit în 1876, după 23 de ani de căsnicie fericită. Au avut patru copii. El a murit de un atac de cord în Leipzig, la vârsta de 68 de ani, la șase ani după moartea soției sale, Charlotte.

## Cercetarea chimică
În anii 1840, în ciuda sintezei ureei a lui Friedrich Wöhler care avusese loc în 1828, unii chimiști încă mai credeau în doctrina vitalismului, care presupunea că un mod special de forță vitală era necesară pentru a crea „materie organică” (adică, în sensul său originar, derivați biologici). Kolbe a promovat ideea că compușii organici pot fi derivați din substanțe provenite din afara acestei „context organic”, direct sau indirect, prin procese de substituție. El și-a validat teoria prin transformarea disulfurii de carbon în acid acetic prin mai multe etape (1843-1845). Kolbe, de asemenea, a introdus o modificare la ideea de radicali structurali, contribuind astfel la dezvoltarea teoriei structurale. Un succes dramatic a venit când predicția sa teoretică a existenței alcoolilor secundari și terțiari a fost confirmată de sinteza primei molecule din această clasă de compuși organici. Kolbe a fost prima persoană care a folosit cuvântul sinteză în sensul în care este folosit și astăzi, și a contribuit cu o serie de reacții chimice noi.